# The Intruders
The Intruders was een Amerikaanse zanggroep, geformeerd in 1960 en het meest populair in de jaren 1960 en 1970. Als een van de eerste groepen die onder leiding van Kenny Gamble en Leon Huff hits scoorden, hadden ze een grote invloed op de ontwikkeling van de soul van Philadelphia.
The Intruders staan ook bekend om hun 24 r&b-hits, waaronder 6 r&b Top 10-hits en 14 hits in de Billboard Hot 100, waaronder hun kenmerkende nummer, de miljoenenseller Top 10-hit Cowboys to Girls. Andere hits zijn de Top 10 r&b-hits (Love Is Like A) Baseball Game, Together, I'll Always Love My Mama, United en I Wanna Know Your Name.

## Bezetting
- Phillip 'Phil' Terry[6]
- Robert 'Big Sonny' Edwards †[7]
- Samuel 'Little Sonny' Brown †[8]
- Eugene 'Bird' Daughtry †[9]
- Robert 'Bobby Starr' Ferguson[10]
- Fred Daugherty[11]
- Lee Williams[12]
- Al Miller[13]

## Geschiedenis
In 1969 werd Sam Brown als leadzanger vervangen door Bobby Starr, om zich in 1973 weer bij de groep aan te sluiten.
In 1965, toen songwriters en platenproducenten Kenny Gamble en Leon Huff voor het eerst overwogen om het Cameo-Parkway-platenlabel te verlaten om het risico te nemen hun eigen label te lanceren, waren de vocalisten waarop ze al hun hoop en durfkapitaal hadden gevestigd, The Intruders. Net als veel andere latere acts die het duo produceerde, waaronder Harold Melvin & the Blue Notes en The O'Jays, hadden The Intruders al een vocaal geluid ontwikkeld.
Brown, Daughtry, Terry en Edwards hadden sinds 1961 samen eenmalige singles opgenomen en uitgevoerd, waarbij ze Philly's doowoptraditie op de hoek van de straat vermengden met zwarte gospel. Het resultaat was niet zo pop-geïnfecteerd als Motown, noch zo funky en blues-verbogen als Stax Records.
Het succes van Gamble en Huff met The Intruders hielp Columbia Records te overtuigen om hen het geld te geven om Philadelphia International te lanceren. Gamble en Huff erkenden dat hun werk met The Intruders de basis was van wat zij The Sound of Philadelphia noemden.
The Intruders ondervonden ondertussen wat interne onrust. Toen de groep weer opdook op de Gamble-lp When We Get Married uit 1970, werd zanger Brown vervangen door Bobby Starr. De titelsong When We Get Married (r&b #8, pop #45), een cover van The Dreamlovers, werd een hit in de hitlijsten, net als het vervolg Win, Place or Show (She's a Winner) (VK #14). Starrs ambtstermijn met de groep bevatte Soul Train tv-optredens en de zeldzame collectors single I'm Girl Scoutin. Brown keerde in 1973 terug naar de groep voor het album Save the Children, waaruit de laatste twee grote hits I Wanna Know Your Name (r&b #9, Pop #60) en I'll Always Love My Mama (r&b #6, pop #36) voortkwamen. Kenny Gamble's moeder Ruby, de inspiratie voor I'll Always Love My Mama, overleed op 10 maart 2012 in Mount Airy, Pennsylvania op 96-jarige leeftijd.

## Cowboys to Girls... en coverversies
Cowboys to Girls (r&b #1, pop #6), de enige hit uit hun carrière, was een Top 10 pop- en r&b-hit uit 1968 die medio mei 1968 werd bekroond met een gouden RIAA-schijf voor de verkoop van een miljoen exemplaren.
Tijdens de late jaren 1970 en vroege jaren 1980 was hun muziek populair aan de westkust onder latino-, in het bijzonder Chicano jongeren, zoals blijkt uit hun covers door de Hacienda Brothers en Tierra.  Volgens Marc Taylor, in het boek A Touch of Classic Soul of the Early 1970's (1996, Aloiv Publishing, Jamaica, New York), liepen de andere twee oorspronkelijke Intruders Robert Edwards en Phil Terry, in 1975 weg uit het circuit nadat ze Jehovah's getuigen waren geworden. Edwards overleed op 15 oktober 2016, waardoor Phil Terry het laatst overgebleven oorspronkelijke lid was vanaf 2018.
Tot de huidige Intruders behoren Bobby Starr, Glenn Montgomery en Phil Gay. De groep wordt gekenmerkt op de dvd My Music, gehost door Patti LaBelle op PBS en tournee met de Love Train: Sound of Philadelphia Concert-serie. Er zijn ook verschillende tribute-groepen, waaronder The Philly Intruders, die verschijnen op de dvd The Big Show en The Fabulous Intruders, geformeerd door William Payton sr.

## Overlijden
Daughtry overleed aan kanker op 25 december 1994 op 55-jarige leeftijd en zanger Sam 'Little Sonny' Brown pleegde zelfmoord in 1995 op 54-jarige leeftijd. Edwards overleed op 15 oktober 2016 aan een hartaanval op 74-jarige leeftijd

## Discografie

### Singles
- 1966: We'll Be United
- 1968: Cowboys To Girls
- 1968: (Love Is Like A) Baseball Game
- 1973: I'll Always Love My Mama
- 1974: She's A Winner
- 1985: Who Do You Love?